# Syllepte leopardalis
Syllepte leopardalis is een vlinder van de familie van de grasmotten (Crambidae). De wetenschappelijke naam van deze soort is voor het eerst voorgesteld als Botyodes leopardalis door Frederic Moore in een publicatie uit 1888.
De soort komt voor in India (West-Bengalen).